# カウペンス (ミサイル巡洋艦)
カウペンス (USS Cowpens, CG-63) は、アメリカ海軍のミサイル巡洋艦。タイコンデロガ級ミサイル巡洋艦の17番艦である。艦名はアメリカ独立戦争の古戦場カウペンスに因む。その名を持つ艦としては2隻目である。

## 艦歴
2003年、イラク戦争でイラク領内へ攻撃を行った最初のアメリカ海軍艦艇であった。同艦は37発のトマホーク巡航ミサイルを発射した。
2009年2月、沖縄沖の洋上にて駆逐艦ジョン・S・マケイン とドラッグレースを行った。
2010年1月、女性艦長のホリー・グラフ大佐は、部下に対する虐待などを理由に解任された。報道によると、部下に、私的なクリスマス・パーティーでのピアノ演奏や飼い犬の散歩を命じるなど艦長の立場を乱用した他、部下を辱めたりみんなの前でけなしたり言葉で攻撃したりすることにより部下を傷つけたとしている。
2013年2月、アンティータムと交代して、所属が第7艦隊から第3艦隊へ変更された。
2013年12月5日、南シナ海の公海上で、中国海軍の艦艇と500mまで接近し、緊急回避を行った。
2024年8月27日、サンディエゴ海軍基地で退役式が執り行われた。

## 外部リンク

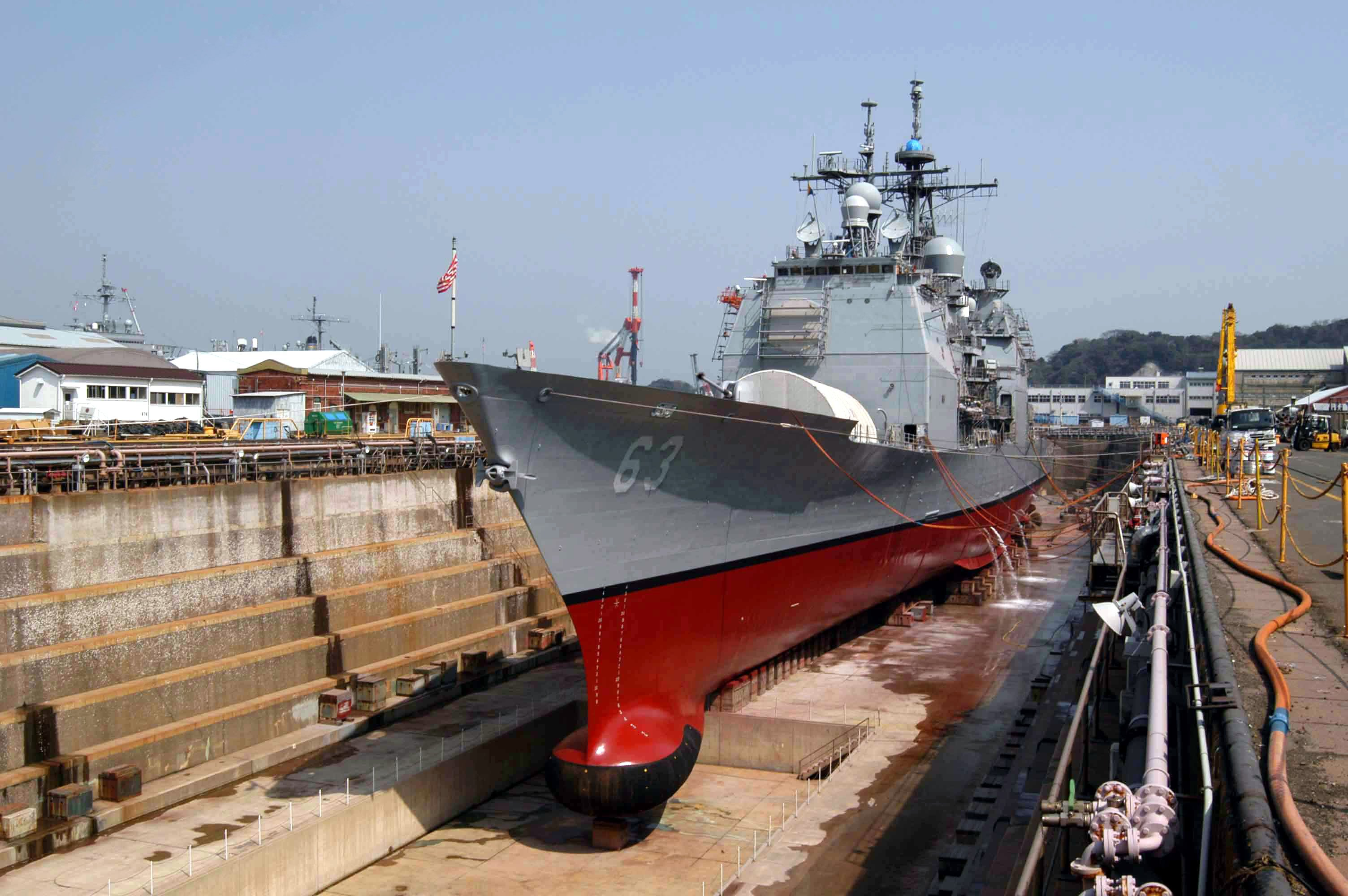
横須賀港で乾ドック入りするカウペンス、2004年。